# Chiesa e seminario di San Giuseppe (Macao)
La chiesa e il seminario di San Giuseppe furono costruiti su una collina di Macao dai padri missionari gesuiti nel XVIII secolo. Nel 2005 gli edifici religiosi furono inseriti nella lista UNESCO dei beni patrimonio dell'umanità, considerati parte del centro storico di Macao.

## Seminario
Il seminario di San Giuseppe fu fondato nel 1728 dai missionari gesuiti al servizio dell'Impero portoghese, nell'ambito degli accordi sottoscritti nel Padroado. Insieme al collegio di San Paolo, costruito sempre dai gesuiti nel 1594 e distrutto da un incendio nel 1835, questo seminario costituiva la base principale della formazione di missionari in Estremo Oriente, principalmente in Cina, e il curriculum accademico era equiparabile a quello di un'università europea. Secondo una tradizione locale, il seminario operò inizialmente in tre stabili offerti ai gesuiti dal mercante Miguel Cordeiro. Probabilmente i gesuiti edificarono sopra questi edifici la nuova struttura del seminario
I gesuiti furono forzati ad abbandonare questo seminario nel 1762, quando furono espulsi dalle autorità portoghesi durante la soppressione della Compagnia di Gesù. Le attività del seminario furono sospese fino al 1783 quando fu riaperto dai lazzaristi provenienti da Goa. A finanziare i costi della riapertura del seminario fu direttamente la casa reale portoghese compresi i costi di riparazione e di contratto per i professori e funzionari. L'istituto guadagnò rapidamente una grande fama e formò numerosi padri cinesi. Nel 1800, la regina [Maria I del Portogallo|Maria I] concesse al seminario il titolo reale di "Sede della Congregazione della missione".
Durante il periodo delle guerre napoleoniche, il seminario ebbe molta difficoltà nel trovare professori validi e per questo, dal 1836 al 1860, le attività di insegnamento furono sospese. Nel 1862 fu donato ai gesuiti che provvidero alla sua riapertura. Nel 1870, tuttavia, i gesuiti furono nuovamente espulsi dalle loro cattedre accademiche, in quanto il Governo del Portogallo proibì a qualsiasi straniero di insegnare in seminari o scuole che operavano nel territorio imperiale. Questo decreto andò a minare l'educazione portoghese a Macao, in quanto l'unica scuola occidentale in grado di fornire una buona preparazione era proprio il seminario di San Giuseppe. In seguito l'insegnamento venne gestito dai padri diocesani locali
Nel 1890, i gesuiti tornarono a gestire l'insegnamento all'interno del seminario, anche se per poco tempo. Infatti vennero espulsi per l'ennesima volta da tutti i territori imperiali in seguito alla rivoluzione che instaurò la Prima Repubblica portoghese il 5 ottobre 1910. Il seminario venne quindi ripreso dai diocesani locali. Nel 1916, il seminario fu soggetto ad una grande opera di ristrutturazione. Nel 1929, in seguito a un altro periodo di scarsità di professori, i gesuiti stabiliti nella missione di Zhaoqing tornarono ad avere come base scolastica il seminario. La fine definitiva della missione gesuita nel seminario di San Giuseppe avvenne nel 1940, quando la diocesi di Macao subentrò loro nell'amministrazione dell'istituto.

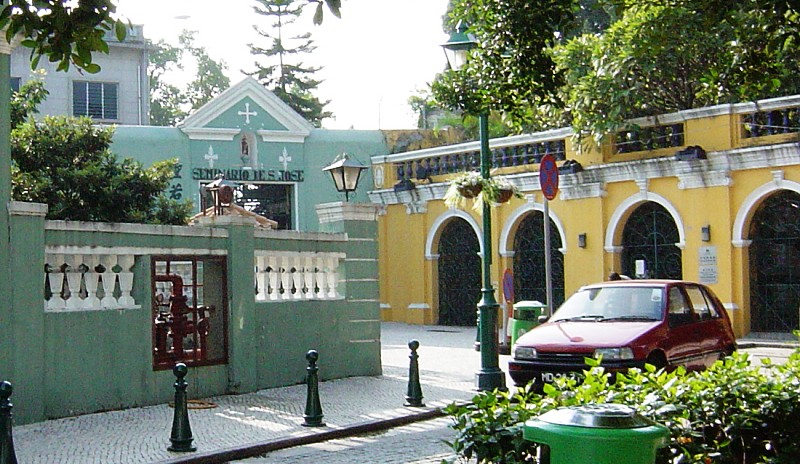
Seminario di San Giuseppe

Nel XX secolo, il seminario tornò ad essere uno dei principali centri di formazione nell'Estremo Oriente. I suoi studenti provenivano prevalentemente dalla classe degli oriundi di Macao e Hong-Kong, ma altri erano portoghesi, cittadini di Timor e cinesi del continente. I programmi di studio forniti erano due: uno di matrice portoghese e l'altro di matrice cinese. Il programma cinese, il quale aveva il portoghese come lingua straniera, seguiva le direttive del programma tracciato dalla Chiesa Cattolica cinese, con l'obiettivo di formare missionari in grado di penetrare in Cina. Oltre ai seminaristi, erano presenti numerosi altri studenti che seguivano i corsi commerciali e di formazione. Nell'anno accademico 1924-1925 il seminario raggiunse i 533 studenti, tra i quali 428 esterni e 105 interni, dei quali solo 62 seminaristi.
Per via del clima di insicurezza in seguito alla proclamazione della Repubblica Popolare Cinese e della mancanza di vocazioni, la formazione per i seminaristi smise di funzionare nel 1967; anche il servizio di formazione laico cessò nel 1968. I pochi seminaristi che restarono furono obbligati a trasferirsi a Hong-Kong o in Portogallo
All'inizio del XXI secolo, il seminario venne riattivato e dal 2007 la struttura venne riutilizzata per ospitare il corso di Studi del Cristianesimo dell'Istituto inter-Universitario di Macao (ora Università di San Giuseppe)
In contrasto con la struttura della chiesa di San Giuseppe annessa al seminario nel 1758, l'edificio seminariale è stato edificato in uno stile semplice, neoclassico e con un chiostro. I muri dell'edificio sono stati eretti con mattoni grigi e sostenuti da fondamenta in granito. L'organizzazione interna è di tipo tradizionale con larghi corridoi lunghi fino ad 80 metri che permettono l'accesso alle varie aule.

## Chiesa
Annessa al seminario di San Giuseppe, la chiesa venne eretta dagli stessi padri gesuiti nell'anno 1758 per soddisfare le necessità spirituali dei seminaristi. La facciata della chiesa è larga 27 metri e raggiunge un'altezza massima di 19 metri. La facciata, edificata nel tipico stile barocco, ha un colore giallo e ha un frontone curvo con il simbolo della Compagnia di Gesù nel centro. L'intera facciata è poi ornata di decorazioni di stucco in rilievo dipinti.
La pianta della chiesa segue il modello della croce latina, misurando 16 metri di larghezza e 27 di lunghezza. Al suo interno ospita tre altari riccamente ornati sovrastati da dei baldacchini sorretti da quattro colonne a spirale, decorate con intagli dorati. Il coro alto (posto all'entrata della chiesa) è anch'esso sorretto da quattro colonne salomoniche, tipiche dell'architettura manierista. Il punto più alto della chiesa è costituito dalla monumentale cupola del diametro di 12,5 metri e la cui altezza massima raggiunge i 19 metri. La cupola è decorata da due piani di finestre quadrangolari e parallele. Sull'altare maggiore, più imponente di quelli laterali, si vede raffigurata l'immagine di San Giuseppe, al centro, di Sant'Ignazio di Loyola (fondatore dei gesuiti) e San Francesco Saverio. Gli altari laterali sono dedicati al Sacro Cuore di Gesù e a Nostra Signora dell'Immacolata Concezione.
La chiesa di San Giuseppe possiede una collezione di pezzi d'arte sacra di grande valore religioso e artistico e include una delle reliquie più preziose di Macao, un pezzo dell'omero del braccio destro di San Francesco Saverio, che prima faceva parte della collezione di arte sacra della chiesa di San Paolo ora in rovina. Una porta dietro all'altare conduce a un pozzo e a un piccolo giardino.

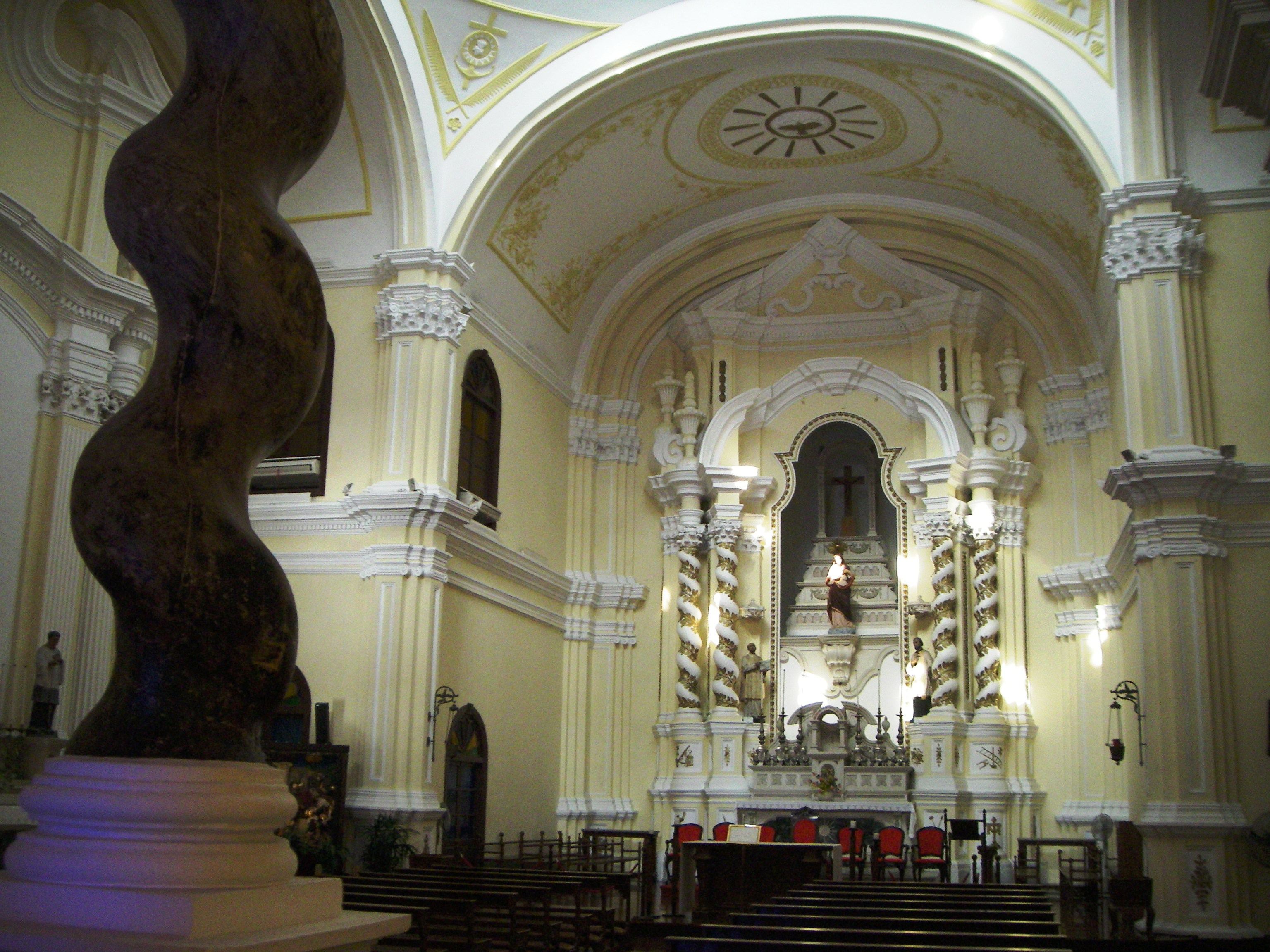
Interno della chiesa di San Giuseppe